# Плодопитомник (Алтайский край)
Плодопитомник — посёлок в Алтайском крае России. Входит в городской округ город Барнаул. Административно подчинён Южной сельской администрации Центрального района города Барнаул.

## География
Расположен на юге Западной Сибири, на северо-востоке Приобского плато, на берегу реки  Обь.

## Население
| 2001 | 2002 | 2003 | 2004 | 2005 | 2006 | 2007 | 2008 |
| ---- | ---- | ---- | ---- | ---- | ---- | ---- | ---- |
| 488  | ↘482 | ↗483 | ↗500 | ↗512 | ↘498 | ↗500 | →500 |
| 2009 | 2010 | 2011 | 2012 | 2013 |      |      |      |
| ↗511 | ↗652 | ↗654 | ↗683 | →683 |      |      |      |

Национальный состав
Согласно результатам переписи 2002 года, в национальной структуре населения русские составляли 90 % от 499 чел.

## Инфраструктура
Садоводческие товарищества.

## Транспорт
Автомобильный транспорт. Остановка общественного транспорта «Цветы Алтая».
Проходит федеральная трасса А-322, имеющая на этом участке собственное название Змеиногорский тракт.